# Wałek do masażu

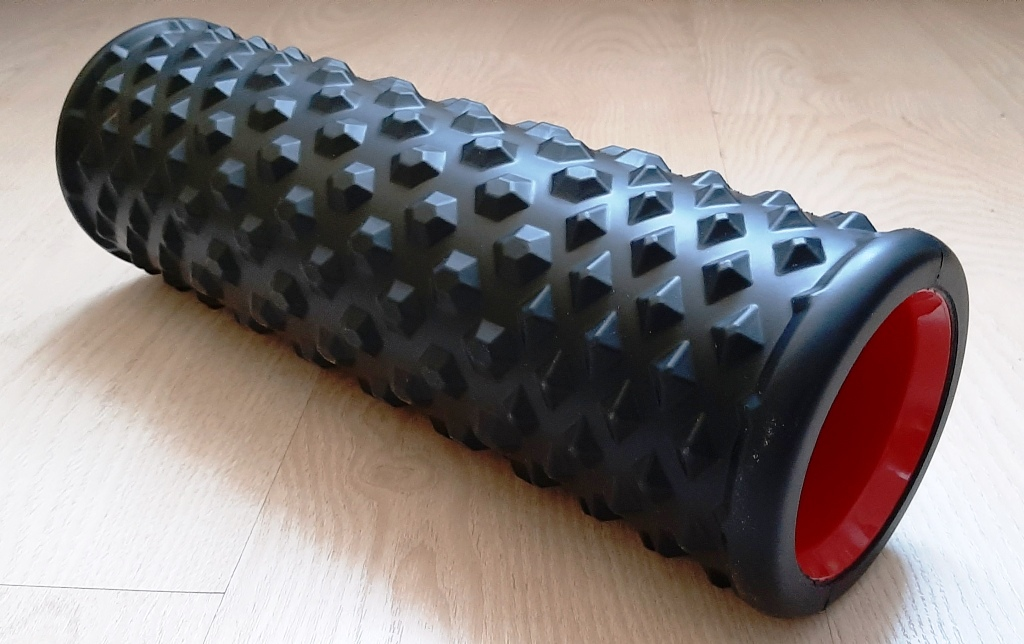
Wałek do masażu z wypustkami

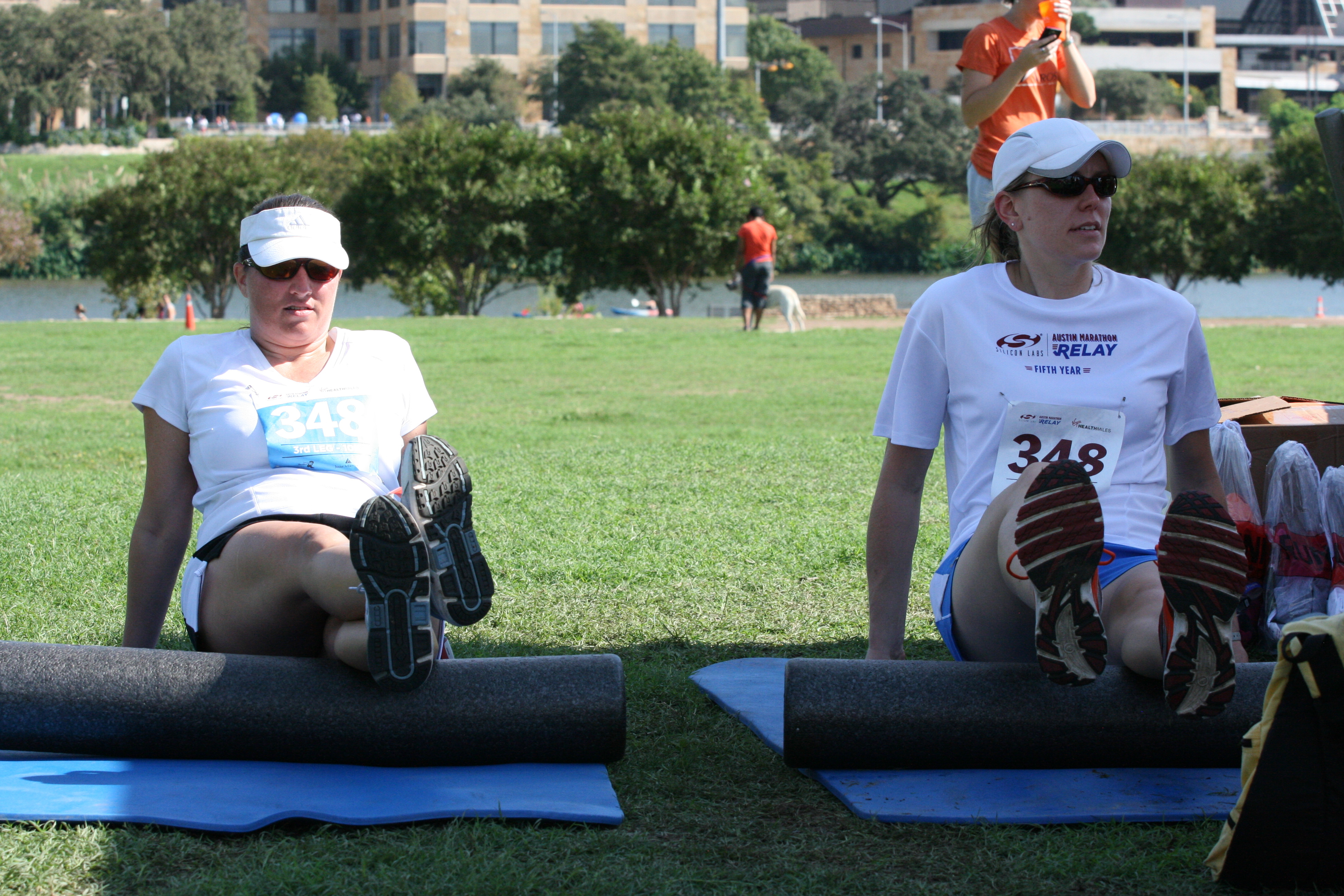
Masowanie (rolowanie) wałkiem mięśni nóg

Wałek do masażu (też: roller do masażu) – przyrząd w kształcie walca przeznaczony do wykonywania masażu. Jest dobrym uzupełnieniem ćwiczeń regenerujących po treningu. Masowanie napiętych mięśni za pomocą wałka rozluźnia je, poprawia ich elastyczność i kurczliwość. Urządzenie i jego używanie jest proste – wałek podkłada się pod mięsień, który wymaga rozmasowania, i wykonuje się podłużne „rolowanie”. W ten sposób rozbijane zostają zgrubienia, które powstają na skutek przeciążeń w układzie mięśniowym.

## Rodzaje wałków do masażu
Wałki do masażu różnią się nie tylko rozmiarami i kolorami, lecz również wypustkami i rodzajem twardości. Wyróżnia się między innymi:
- Wałki gładkie – są miękkie, średnie lub twarde. Przy wyborze powinniśmy się kierować prostą zasadą: im większa jest nasza masa mięśniowa, tym twardszy powinien być wałek. Ich gładka lub tylko lekko strukturalna powierzchnia sprawia, że masaż z ich użyciem jest delikatny; ten wałek stosuje się do relaksowania mięśni spiętych, wymagających delikatnego rozluźnienia.
- Wałki z wypustkami lub kolcami – mocniej i bardziej zdecydowanie (boleśniej) masują skórę. Są polecane do ćwiczeń na bardzo zbite i spięte partie ciała.
- Wałki krótkie – do masażu punktowego (na przykład rąk, stóp, ud).
- Wałki długie – do masażu całego ciała, łącznie z kręgosłupem.
- Wałki w formie tuby – w ich wnętrzu znajduje się tuba z tworzywa. Ta pusta przestrzeń może być otwarta lub zamykana klapką.